# 阿拉伯撒哈拉民主共和国车辆号牌
阿拉伯撒哈拉民主共和国车辆号牌是阿拉伯撒哈拉民主共和国发行的车辆号牌。

## 样式
除供联合国西撒哈拉全民投票特派团的车牌样式于1991年实施外，其他样式均从1976年开始实施。

### 常规号牌
格式为SH-12-34567，黄底黑字。
| SH 12 34567 |

### 政府号牌
格式为GSH-12-34567，绿底黑字。
| GSH 12 34567 |

### 军队号牌
格式为 123456789，白底黑字。
| 123456789 |

### 联合国号牌
from 1991.
| MIN-123 |

## 画廊

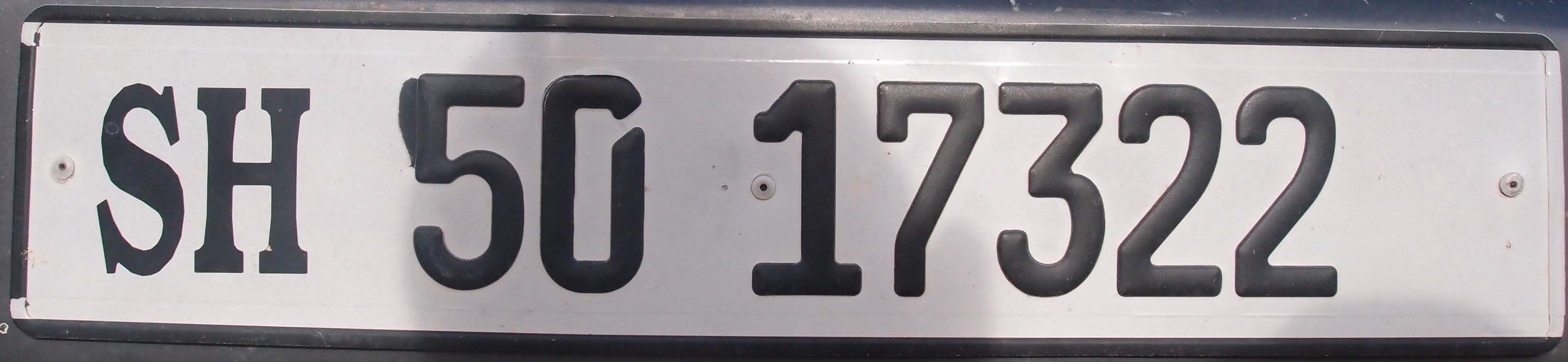
私人车牌
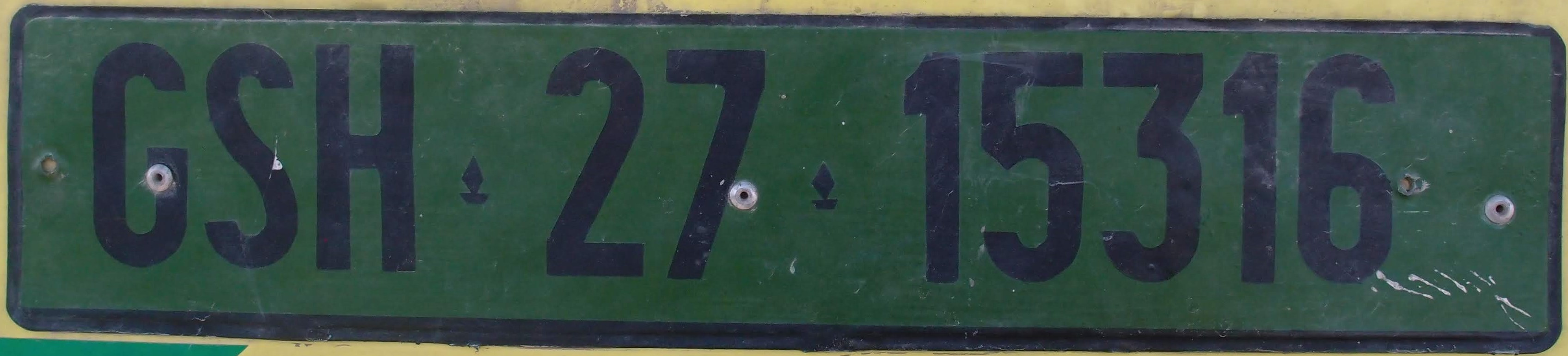
政府车牌
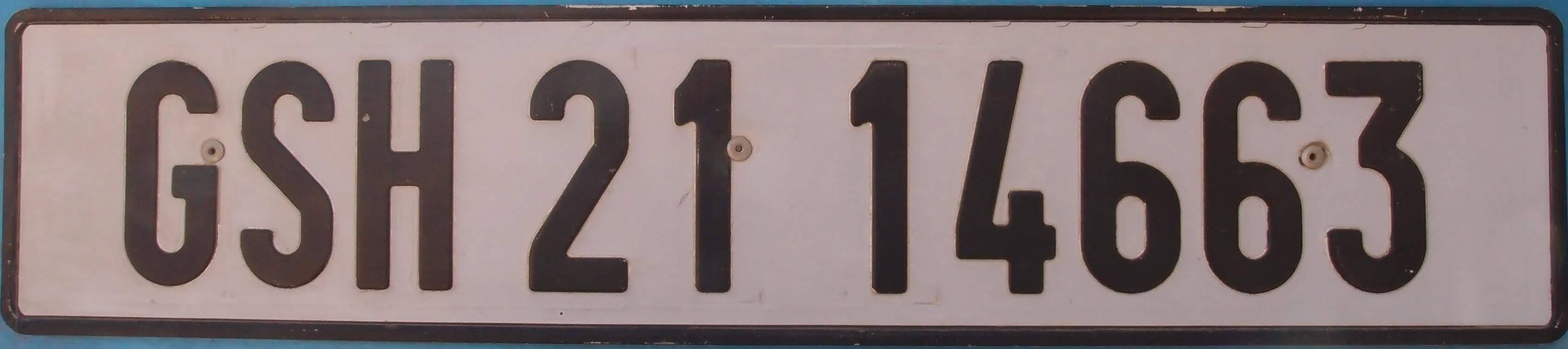
政府车牌
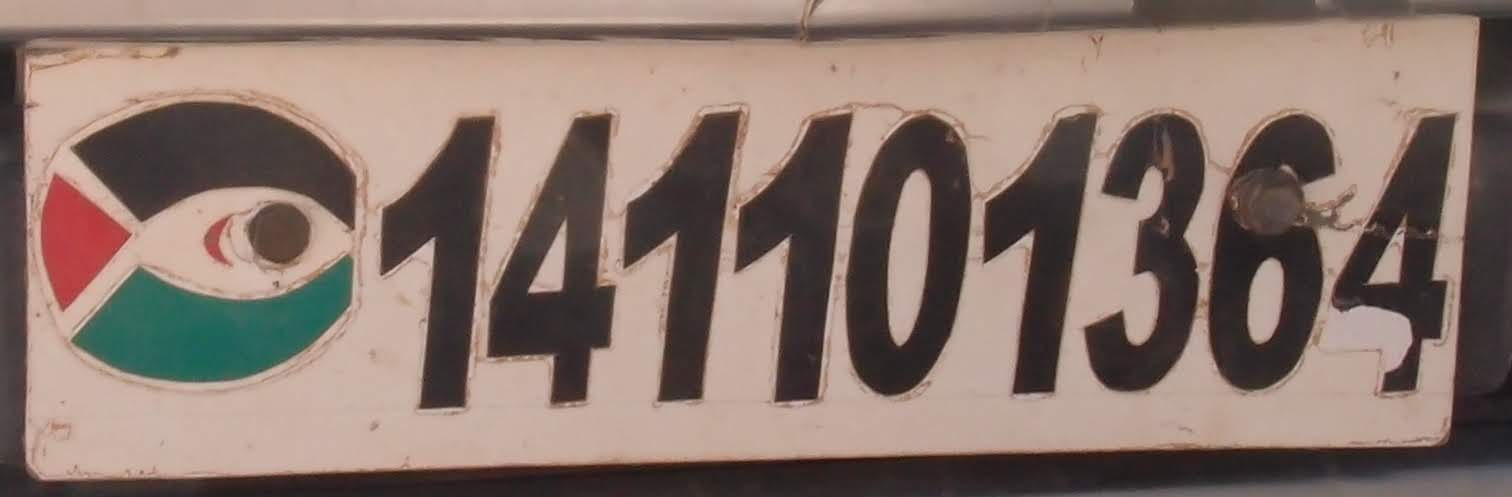
军队车牌